# Либеральная партия Австралии
Либеральная партия Австралии (англ. Liberal Party of Australia) — является крупной правоцентристской политической партией в Австралии, партия «среднего класса». Со времени её основания в 1945 она является основной правоцентристской партией Австралии, соперничающей за политическую власть в стране с левоцентристской Австралийской лейбористской партией как на федеральном, так и на штатном уровне.

## История
Основана 31 августа 1945 на конференции консервативных партий и других группировок, оппозиционных правящей лейбористской партии.

### Структура
В её состав вошли:
- Партия единой Австралии[англ.]
- Австралийская женская национальная лига — консервативная женская организация
- Юные националисты — консервативная молодёжная организация

### Деятельность
Длительное время (1950—1960-е годы) характерной чертой Либеральной партии был антикоммунизм. В 1951 была даже предпринята попытка запретить Коммунистическую партию.
Во внешней политике Либеральная партия выступает за поддержание и укрепление традиционных союзов Австралии с США и Великобританией, что иногда наносит ущерб отношениям с её азиатскими соседями.
В 1977 от Либеральной партии откололась лево-либеральная партия Австралийские демократы.
На федеральном уровне Либеральная партия была правящей в 1996—2007 в составе традиционной коалиции со своим младшим партнёром — Национальной партией. На выборах 2004 коалиция получила большинство не только в Палате представителей, но и в Сенате.
В 2007-13 партия находилась в оппозиции. На выборах 2013 коалиция либералов и Национальной партии одержала победу и сформировала правительство во главе с лидером Либеральной партии Тони Эбботтом.

## Лидеры Либеральной партии с 1945
- Роберт Мензис 1945—1966 (премьер-министр 1949-66)[5]
- Харольд Холт 1966—1967 (премьер-министр 1966-67)[6]
- Джон Гортон 1968—1971 (премьер-министр 1968-71)[7]
- Уильям Мак-Магон 1971—1972 (премьер-министр 1971-72)[8]
- Билли Снедден 1973—1975
- Малькольм Фрейзер 1975—1983 (премьер-министр 1975-83)
- Эндрю Пикок 1983—1985
- Джон Говард 1985—1989[9]
- Эндрю Пикок 1989—1990
- Джон Хьюсон 1990—1994
- Александр Доунер 1994—1995
- Джон Говард 1995—2007 (премьер-министр 1996—2007)[9]
- Брендан Нельсон 2007—2008
- Малкольм Тернбулл 2008—2009[10]
- Тони Эбботт 2009—2015 (премьер-министр 2013—2015)[11]
- Малкольм Тернбулл 2015—2018 (премьер-министр 2015[12]—2018[13])
- Скотт Моррисон 2018—2022 (премьер-министр 2018[14]—2022)
- Питер Даттон 2022—2025
- Сузан Ли 2025—